# Seppois-le-Bas
Seppois-le-Bas (en alsacià Needersept) és un municipi francès, situat a la regió del Gran Est, al departament de l'Alt Rin. L'any 2006 tenia 1.053 habitants.

## Demografia
| 1962 | 1968 | 1975 | 1982 | 1990 | 1999 |
| ---- | ---- | ---- | ---- | ---- | ---- |
| 539  | 560  | 645  | 638  | 836  | 943  |

## Administració
| Període   | Identitat      | Partit        |
| --------- | -------------- | ------------- |
| 1947-1977 | Edouard Braun  |               |
| 1977-     | Francis Demuth | Divers droite |